# Третья модернизация (журнал)
«Третья модернизация» — самиздатский литературно-художественный журнал, выходил в 1987—1989 годах в Риге под редакцией А. Сержанта и В. Линдермана.
Всего вышло 12 номеров.
Основное направление — постмодернизм.
В журнале публиковались Дмитрий Александрович Пригов, Тимур Кибиров, Лев Рубинштейн,  Михаил Берг, Геннадий Кацов, Геннадий Айги, Елена Шварц, Аркадий Драгомощенко и другие.